# Oberlangenegg
Oberlangenegg es una comuna suiza del cantón de Berna, situada en el distrito administrativo de Thun. Limita al norte con la comuna de Wachseldorn, al este con Röthenbach im Emmental, al sureste con Eriz, al sur con Teuffenthal y Horrenbach-Buchen, y al oeste con Unterlangenegg.
Hasta el 31 de diciembre de 2009 situada en el distrito de Thun.